# Danijel Subašić
Danijel Subašić (ur. 27 października 1984 w Zadarze) – chorwacki piłkarz, który występował na pozycji bramkarza. W latach 2009–2018 reprezentant Chorwacji. Srebrny medalista Mistrzostw Świata w 2018 roku. 
Uczestnik Mistrzostw Świata w 2014 oraz Mistrzostw Europy w 2012 i 2016 roku. Większość spędził w monakijskim klubie AS Monaco.

## Kariera klubowa

### Początki
Jest wychowankiem klubu NK Zadar i w nim rozpoczął karierę zawodową w sezonie 2003/2004. W ciągu 5 lat zagrał dla tego klubu w 81 meczach. W 2008 roku został wypożyczony do Hajduka Split. W 2009 roku klub z Dalmacji postanowił go wykupić za 400 000 euro.

### AS Monaco
W styczniu 2012 roku Subašić dołączył do francuskiej drużyny AS Monaco, występującej w Ligue 2. Zanotował 17 występów dla klubu w sezonie 2011/2012, zachowując pięć czystych kont. W ostatnim meczu Monaco w Ligue 2 w sezonie 2011/2012 strzelił zwycięskiego gola z rzutu wolnego w wygranym 2:1 meczu z US Boulogne. W sezonie 2012/2013 Subašić odegrał istotną rolę w zdobyciu tytułu Ligue 2 i awansie do Ligue 1. Nie wystąpił tylko w trzech meczach ligowych.
10 sierpnia 2013 roku zadebiutował w rozgrywkach Ligue 1. W sezonie 2013/2014 Subašić zachował cztery czyste konta. Rozegrał 35 meczów, a Monaco zakończyło sezon na drugim miejscu. W sezonie 2016/2017 Subašić odegrał ważną rolę w zdobyciu pierwszego mistrzostwa Francji dla Monaco od 17 latach, a także pomógł drużynie awansować do półfinału Ligi Mistrzów i został wybrany najlepszym bramkarzem roku ekstraklasy francuskiej. 
Łącznie w przeciągu ponad 8 lat rozegrał 292 mecze, zachował 111 czystych kont oraz w 2012 roku w spotkaniu przeciwko US Boulogne strzelił jedną bramkę.

### Hajduk Split
22 września 2021 roku powrócił do Hajduka Split na zasadzie wolnego zawodnika. W Hajduku w przeciągu rozegrał 7 spotkań. 1 lipca 2023 roku oficjalnie zakończył piłkarską karierę.

## Statystyki
| Sezon   | Klub                | Kraj      | Rozgrywki | Mecze | Bramki | Rozgrywki Europy   | Mecze | Bramki |
| ------- | ------------------- | --------- | --------- | ----- | ------ | ------------------ | ----- | ------ |
| 2007/08 | NK Zadar            | Chorwacja | Prva HNL  | 28    | 0      | –                  | –     | –      |
| 2008/09 | Hajduk Split (wyp.) | Chorwacja | Prva HNL  | 18    | 0      | Liga Europy UEFA   | 3     | 0      |
| 2008/09 | Hajduk Split        | Chorwacja | Prva HNL  | 13    | 0      | –                  | –     | –      |
| 2009/10 | Hajduk Split        | Chorwacja | Prva HNL  | 28    | 0      | Liga Europy UEFA   | 2     | 0      |
| 2010/11 | Hajduk Split        | Chorwacja | Prva HNL  | 20    | 0      | Liga Europy UEFA   | 7     | 0      |
| 2011/12 | Hajduk Split        | Chorwacja | Prva HNL  | 16    | 0      | Liga Europy UEFA   | 1     | 0      |
| 2011/12 | AS Monaco           | Francja   | Ligue 2   | 17    | 1      | –                  | –     | –      |
| 2012/13 | AS Monaco           | Francja   | Ligue 2   | 35    | 0      | –                  | –     | –      |
| 2013/14 | AS Monaco           | Francja   | Ligue 1   | 35    | 0      | –                  | –     | –      |
| 2014/15 | AS Monaco           | Francja   | Ligue 1   | 18    | 0      | Liga Mistrzów UEFA | 6     | 0      |
| 2015/16 | AS Monaco           | Francja   | Ligue 1   | 36    | 0      | Liga Europy UEFA   | 6     | 0      |
| 2016/17 | AS Monaco           | Francja   | Ligue 1   | 36    | 0      | Liga Mistrzów UEFA | 11    | 0      |
| 2017/18 | AS Monaco           | Francja   | Ligue 1   | 34    | 0      | Liga Mistrzów UEFA | 3     | 0      |
| 2018/19 | AS Monaco           | Francja   | Ligue 1   | 14    | 0      | Liga Mistrzów UEFA | 1     | 0      |
| 2019/20 | AS Monaco           | Francja   | Ligue 1   | 0     | 0      | –                  | –     | –      |
| 2021/22 | Hajduk Split        | Chorwacja | Prva HNL  | 4     | 0      | –                  | –     | –      |
| 2022/23 | Hajduk Split        | Chorwacja | Prva HNL  | 1     | 0      | –                  | –     | –      |

Stan na: 25 grudnia 2023

## Kariera reprezentacyjna
W 2009 roku zadebiutował w reprezentacji Chorwacji.
Subašić był podstawowym bramkarzem w eliminacjach do Mistrzostw Europy 2016 oraz Mistrzostw Świata 2018, gdzie zdobył wraz ze swoją reprezentacją srebrny medal. W sierpniu 2018 roku ogłosił zakończenie kariery reprezentacyjnej.

## Sukcesy

### AS Monaco
- Mistrzostwo Ligue 1: 2016/2017
- Mistrzostwo Ligue 2: 2012/2013
- Uczestnik Ligi Mistrzów: 2014/15, 2016/17, 2017/18, 2018/19
- Uczestnik Ligi Europejskiej: 2015/16

### Hajduk Split
- Puchar Chorwacji: 2009/2010, 2021/22, 2022/23
- Uczestnik Ligi Europejskiej: 2010/11

### Reprezentacja Chorwacji
- Srebrny medal na Mistrzostwach Świata: 2018
- Uczestnik Mistrzostw Świata: 2014
- Uczestnik Mistrzostw Europy: 2012, 2016

### Indywidualne
- Najlepszy bramkarz Ligue 1: 2016/2017[5][6]

## Odznaczenia
- Order Księcia Branimira (2018)[7]